# Hösten (målning)
Hösten är en oljemålning från 1907 av den svenske konstnären Helmer Osslund. Målningen tillhör Nationalmuseum i Stockholm sedan 1971.
Ursprungligen ingick den stora målningen Hösten i en svit med de fyra årstiderna som Osslund utförde för läderfabrikanten Emil A. Mattons villa i Gävle 1907. Villan revs 1979, men målningarna räddades (de tre övriga är i privat ägo). Genom förgrundens björkar ser betraktaren ut över landskapet med den spegelblanka fjällsjön. De brinnande höstfärgerna är här, som i många av Osslunds målningar, ett karakteristiskt inslag. Motivet är till största delen från Klocka i Jämtland, men målningen utfördes i Abisko.  